# Le Retour des ténèbres
Pour les articles homonymes, voir Nightfall.
Le Retour des ténèbres (titre original : Nightfall) est un roman de science-fiction coécrit par Isaac Asimov et Robert Silverberg, paru en 1990. Le roman se base sur la nouvelle Quand les ténèbres viendront (titre original : Nightfall), qui a révélé Asimov en 1941.

## Découpage du roman
Le livre débute par un Avertissement au lecteur. Afin de rendre plus intelligible l'univers de la planète Kalgash, qui est complètement étranger au nôtre, une "traduction" de la réalité a été faite par les auteurs. Ainsi, quand  (...) les habitants de Kalgash parlent de "mains" ou de "voitures automobiles" d'"ordinateurs" ou de "pieds", ce qu'ils ont en tête, ce sont leurs propres organes de la préhension, leurs propres moyens de transport en surface, leurs propres appareils de traitement des données, leurs propres unités de longueur, etc.
Le corps du roman se divise en trois sections. La section centrale (chapitres 18 à 27), intitulée "Livre Deux La Tombée de la Nuit", est essentiellement une version augmentée de la nouvelle Quand les ténèbres viendront. La première section (chapitres 1 à 17), intitulée "Livre Premier Crépuscule" s'intéresse aux évènements avant les évènements de la nouvelle. La dernière section (chapitres 28 à 44), intitulée " Livre Trois Le Point du Jour", s'intéresse aux évènements se déroulant après.

## Résumé
La planète fictive Kalgash (Lagash dans la nouvelle) est située dans un système stellaire multiple contenant six étoiles: Onos, l'"étoile jaune" autour de laquelle orbite la planète, Dovim, une faible "étoile rouge", Trey et Patru, deux "étoiles blanches" doubles ainsi que Tano et Sitha, un autre système double (dans la nouvelle, seules quatre étoiles avaient un nom: Alpha, Beta, Gamma et Delta). Elle est donc constamment illuminée par l'une ou plusieurs ces étoiles. Ses habitants ne connaissent donc jamais la noirceur. Mais voilà qu'une secte religieuse prédit une Apocalypse qui plongera bientôt le monde dans la nuit la plus complète. Les scientifiques tentent par tous les moyens de prouver que ce n'est qu'un délire mystique. Mais la preuve est là : une éclipse aura bien lieu pour la première fois en 2000 ans. Le chaos semble inévitable... 

## Personnages
Les personnages du roman possèdent des prénoms, suivis d'un chiffre. La signification exacte n'est pas connue.
- Sheerin 501, un psychologue de l'Université Saro.
- Liliath 21, une psychologue de l'Université Saro.
- Siferra 89, de la Faculté d'archéologie de l'Université Saro. Dirige les fouilles de Beklimot.
- Balik 338, de la Faculté d'archéologie de l'Université Saro. Directeur de la stratigraphie et météorologue
- Athor 77, directeur de l'Observatoire de l'Université Saro. Échaffaudeur de la théorie de la gravitation universelle.
- Beenay 25, astronome à l'Observatoire de l'Université Saro.
- Theremon 762, journaliste à la Chronique de Saro et ami de Beeney.
- Mondior 71, leader des Apôtres de la Flamme, un culte religieux.

* Raissta 717, compagne contractuelle de Beeney.
* Yimot ? et Faro 24, deux jeunes astronomes travaillant avec Beeney.

## Lieux
- Le Tunnel du Mystère, attraction dressée dans le cadre de l'Exposition du Centenaire de la ville de Jonglor, sur le continent nord de la planète Kalgash
- Le site antique de Beklimot dans la péninsule du Sagikan, hémisphère sud de la planète : Ruines de la plus ancienne ville connue de Kalgash.
- Université de Saro :

* Observatoire astronomique de l'Université de Saro: